# 町田右
町田 右（まちだ ゆう、1964年6月21日 - ）は、NHKのシニアアナウンサー。東京都東大和市出身。

## 人物
東京都立立川高等学校を経て東北大学卒業後、1987年入局。これまで多くのスポーツ中継で活躍してきた。

## 過去の担当番組
札幌放送局時代（初期）
- NHKニュースおはよう北海道（キャスター、月〜金曜日、隔週、2006年7月 - 2007年3月）
- NHKプロ野球他スポーツ中継

情報ネットワーク（グローバルメディアサービス）出向時代
- 北京パラリンピック（ダイジェスト実況）

札幌放送局時代（2度目）
- ニュース・スポーツ中継
- アナウンス統括業務
- 定時のラジオニュース（午前7時 - 11時、2021年12月31日）